# Saif ad-Din Qutuz

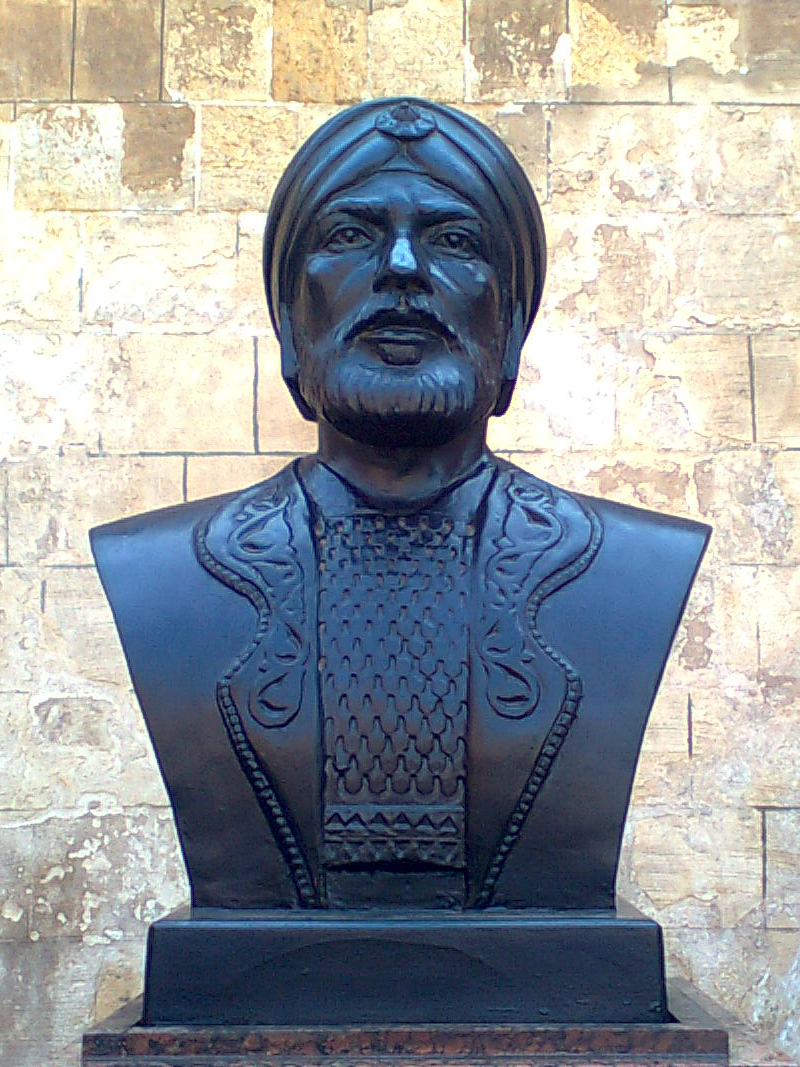
Büste von Saif ad-Din Qutuz in Kairo

Saif ad-Din Qutuz (arabisch المظفر سيف الدين قطز, DMG al-Muẓaffar Saif ad-Dīn Quṭuz; † 24. Oktober 1260) war ein Mameluk kiptschak-türkischer Abstammung, der 1259 zum Sultan von Ägypten aufstieg. Sein Thronname war al-Malik al-Muzaffar.
Qutuz wurde von Sultan al-Mu'izz Aybak (1250–1257) gekauft und zum Emir des Mu'izzi-Regiments der Mameluken ernannt, welches die Leibgarde des Sultans stellte. Die Mu'izzi-Mameluken sollten vor allem ein Gegengewicht zu dem einflussreichen Bahri-Regiment stellen, welches gegen die Autorität des Sultans opponierte. Im Januar 1254 ermordete Qutuz für seinen Sultan den Emir der Bahri, Faris ad-Din Aktay. In den folgenden Jahren stieg er zum faktischen Stellvertreter des Sultans auf. Ein Amt, das er auch nach dessen Ermordung 1257 unter der formellen Herrschaft des al-Mansur Ali einnahm.
Während seiner Regentschaft nahm die Bedrohung von Syrien und Ägypten durch die Mongolen stark zu, nachdem diese 1258 unter Hülagü den Kalifensitz Bagdad und den Irak erobert hatten. Dies nahm Qutuz zum Vorwand, um im November 1259 Ali zu ermorden und um sich selbst zum Sultan zu erheben. Er rief den kampferprobten Rukn ad-Din Baibars aus seinem Exil wieder an den Hof in Kairo zurück, obwohl dieser dem verhassten Bahri-Regiment angehörte. Als die Mongolen im Frühjahr 1260 nach Syrien vorstießen, schloss Qutuz mit den Kreuzfahrern in Palästina einen Waffenstillstand. Außerdem nahm er mit dem Ayyubiden-Sultan von Damaskus, an-Nasir Yusuf, Kontakt auf, um ein gemeinsames Bündnis gegen die Mongolen zu schließen.
Nachdem die Mongolen Damaskus erobert hatten, stellte sich Qutuz an die Spitze des vereinten Mamelukenheers und zog ihnen nach Syrien entgegen. In der Schlacht bei ʿAin Dschālūt (3. September 1260) konnte er sie entscheidend schlagen und ihren Nimbus der Unbesiegbarkeit zerstören. Die Mamluken konnten darauf Syrien erobern, so dass in der Folgezeit der Euphrat der Grenzfluss zwischen dem mongolischen Reich der Il-Khane und den Mamluken in Ägypten und Syrien wurde. Ägypten war damit das einzige muslimische Land, das die mongolische Invasion abwehren konnte. Fünf Tage nach der Schlacht zog Qutuz in Damaskus ein, womit Syrien weitgehend unter die mamelukische Herrschaft gebracht werden konnte.
Allerdings konnte Qutuz (türk. Kut-uz = der kultvoll-/heilig -Erleuchtete) diesen bedeutenden Erfolg nicht ausnutzen, da er schon bald nach seiner Rückkehr in Kairo durch Baibars auf einer Jagd ermordet wurde (24. Oktober 1260). Baibars erhob sich nun zum Sultan (1260–1277) und wurde zum eigentlichen Begründer der Mamlukenherrschaft in Ägypten und Syrien.